# Meropleon
Meropleon is een geslacht van vlinders van de familie Uilen (Noctuidae), uit de onderfamilie Hadeninae.

## Soorten
- M. ambifusca Newman, 1948
- M. cinnamicolor Ferguson, 1982
- M. cosmion Dyar, 1924
- M. diversicolor Morrison, 1874
- M. titan Todd, 1958